# Lucas Martínez (calciatore 1998)
Lucas Alejandro Martínez Guanco, noto semplicemente come Lucas Martínez (Durazno, 5 novembre 1998), è un calciatore uruguaiano, centrocampista del Durazno.

## Carriera
Cresciuto nel settore giovanile del Defensor Sporting, nel 2019 è stato ceduto in prestito alla Juventud con cui ha debuttato fra i professionisti disputando l'incontro di Primera División Profesional perso 2-1 contro il Fénix.